# Dinumma philippinensis
Dinumma philippinensis är en fjärilsart som beskrevs av George Francis Hampson 1926. Dinumma philippinensis ingår i släktet Dinumma och familjen nattflyn. Inga underarter finns listade i Catalogue of Life.